# Gondysia
Gondysia là một chi bướm đêm đơn loài thuộc họ Erebidae.

## Loài
- Gondysia consobrina (Guenée, 1852)
- Gondysia similis (Guenée, 1852)
- Gondysia smithii (Guenée, 1852)
- Gondysia telma Sullivan, 2010